# El Rodeo Viejo
El Rodeo Viejo är en ort i Mexiko.   Den ligger i kommunen Tecolotlán och delstaten Jalisco, i den centrala delen av landet, 500 km väster om huvudstaden Mexico City. El Rodeo Viejo ligger 1 495 meter över havet och antalet invånare är 147.
Terrängen runt El Rodeo Viejo är kuperad. Runt El Rodeo Viejo är det glesbefolkat, med 17 invånare per kvadratkilometer. Närmaste större samhälle är Cocula, 18,4 km norr om El Rodeo Viejo. I omgivningarna runt El Rodeo Viejo växer huvudsakligen savannskog.